# 라우주
라우주(Lau Province)는 피지를 구성하는 14개 주 가운데 하나로 주도는 투보우이며 면적은 487km2, 인구는 10,683명(2007년 기준)이다. 행정 구역상으로는 동부구에 속한다. 라우 제도에 속해 있는 섬들을 관할한다.